# Tityus mongei
Espèce
Tityus mongei est une espèce de scorpions de la famille des Buthidae.

## Distribution
Cette espèce est endémique de la province de Colón au Panama,.

## Étymologie
Cette espèce est nommée en l'honneur de Julián Monge Nájera (1960-).

## Publication originale
- Lourenço, 1996 : « Additions to the scorpion fauna of Panama and Costa Rica. » Revista de Biologia Tropical, vol. 44, no 1, p. 177-181 (texte intégral).